# Betsi Flint
Betsi Flint (née Metter; Huron, 13 augustus 1992) is een Amerikaans beachvolleyballer.

## Biografie
Flint werd geboren in South Dakota en verhuisde later naar Phoenix, waar ze tijdens haar schooltijd volleybal in de zaal speelde. Tijdens haar studententijd aan Loyola Marymount University in Los Angeles kwam ze vervolgens als libero uit voor het universiteitsteam. Flint begon in 2012 met beachvolleybal en maakte twee jaar later met Kelley Kolinske zowel haar internationale debuut bij de wereldkampioenschappen onder de 23 in Mysłowice als haar debuut in de AVP Tour in Salt Lake City. Flint en Kolinske vormden tot halverwege 2018 een vast duo. In 2015 speelden ze zes toernooien in de binnenlandse competitie met een eerste plaats in Mason als beste resultaat. Internationaal namen ze deel aan de Pan-Amerikaanse Spelen waar ze in de kwartfinale werden uitgeschakeld door de latere winnaars Ana Gallay en Georgina Klug uit Argentinië. Daarnaast debuteerde het duo in Long Beach in de FIVB World Tour. Het jaar daarop deden ze mee aan drie toernooien in de World Tour en behaalden ze vier podiumplaatsen in de continentale competitie. In de AVP Tour namen Flint en Kolinske deel aan vijf wedstrijden met een tweede plaats in Chicago als beste resultaat.
In 2017 was het duo actief op zeven toernooien in het nationale circuit waarbij driemaal het podium werd gehaald; in San Francisco werd gewonnen en in Huntington Beach en Seattle eindigden Flint en Kolinske als tweede. Op mondiaal niveau boekten ze in de zomer bovendien twee overwinningen (Nanjing en Ulsan) en in het najaar volgden een derde (Aalsmeer) en negende plaats (Sydney). Begin 2018 namen ze nog deel aan twee FIVB-toernooien, waarna Flint van partner wisselde naar Emily Day. Flint en Day behaalden dat jaar twee zeges (Seattle en San Francisco) en een derde plaats (Manhattan Beach) in de AVP Tour. In de World Tour kwamen ze bij zeven toernooien tot één overwinning (Haiyang), een vijfde plaats (Luzern) en een negende plaats (Tokio). Het daaropvolgende seizoen was het duo actief op zeven internationale toernooien. Ze behaalden daarbij zes toptienklasseringen met twee tweede plaatsen in Sydney en Edmonton. In de binnenlandse competitie deden Flint en Day mee aan acht toernooien. Er werd gewonnen in Hermosa Beach en het duo eindigde verder als tweede in Seattle en Chicago en als derde in Huntington Beach en Waikiki. In november 2019 namen ze bovendien nog deel aan het FIVB-toernooi van Chetumal. In 2021 speelden Flint en Day drie wedstrijden in de Amerikaanse competitie met een tweede plaats in Manhattan Beach als beste resultaat. In de World Tour wonnen ze in Brno en werden ze vijfde in Itapema.
In 2022 vormde Flint een team met Kelly Cheng. Het duo deed in de Amerikaanse competitie aan acht toernooien mee. Ze behaalden daarbij een eerste plaats in New Orleans, tweede plaatsen in Hermosa Beach, Manhattan Beach en Phoenix. Internationaal namen ze in de Beach Pro Tour – de opvolger van de World Tour – aan vier Elite16-toernooien deel. Ze wonnen het toernooi van Hamburg en eindigden als vierde in Rosarito en Parijs. Bij de WK in Rome bereikten ze de zestiende finale waar ze werden uitgeschakeld door Karla Borger en Julia Sude uit Duitsland.

## Palmares
FIVB World Tour
- 2017:  2* Nanjing
- 2017:  1* Ulsan
- 2017:  1* Aalsmeer
- 2018:  3* Haiyang
- 2019:  3* Sydney
- 2019:  3* Edmonton
- 2021:  2* Brno
- 2022:  Elite16 Hamburg